# Arnaud Boetsch
Arnaud Boetsch (Meulan, 1 de abril de 1969) é um ex-tenista profissional francês.